# NGC 4286
NGC 4286 este o galaxie lenticulară situată în constelația Părul Berenicei. A fost descoperită în 1785 de către William Herschel. Se află la o distanță de 12 megaparseci de Pământ.